# Жегелія (комуна)
Жегелія (рум. Jegălia) — комуна у повіті Келераш в Румунії. До складу комуни входять такі села (дані про населення за 2002 рік):
- Єзеру (1044 особи)
- Гилдеу (1538 осіб)
- Жегелія (2233 особи)

Комуна розташована на відстані 123 км на схід від Бухареста, 26 км на схід від Келераші, 81 км на захід від Констанци, 129 км на південь від Галаца.

## Населення
За даними перепису населення 2002 року у комуні проживали 4815 осіб.
Національний склад населення комуни:
| Національність | Кількість осіб | Відсоток |
| -------------- | -------------- | -------- |
| румуни         | 4803           | 99,8%    |
| цигани         | 12             | 0,2%     |

Рідною мовою назвали:
| Мова      | Кількість осіб | Відсоток |
| --------- | -------------- | -------- |
| румунська | 4807           | 99,8%    |
| циганська | 8              | 0,2%     |

Склад населення комуни за віросповіданням:
| Релігія     | Кількість осіб | Відсоток |
| ----------- | -------------- | -------- |
| православні | 4802           | 99,7%    |
| мусульмани  | 8              | 0,2%     |
| адвентисти  | 4              | 0,1%     |
| баптисти    | 1              | < 0,1%   |